# HD 1
HD 1, nota anche come HIP 422, è la prima stella del catalogo Henry Draper. Si trova nella costellazione circumpolare settentrionale di Cefeo e ha magnitudine apparente 7,42,  che la rende facilmente visibile con un binocolo, ma non a occhio nudo. HD 1 si trova a una distanza di 1220 anni luce ma si sta avvicinando al sistema solare con una velocità radiale spettroscopica di −27,3 km/s.

## Caratteristiche
Le osservazioni di Griffin & McClure del 2009 hanno rivelato che in realtà non si tratta di un singolo oggetto, ma di una stella binaria, le cui componenti impiegano circa sei anni per girare l'una intorno all'altra, con un'orbita eccentrica. La componente visibile si trova nel ramo delle giganti rosse del diagramma Hertzsprung-Russell ed è classificabile come G9-K0 IIIa (classe intermedia tra una gigante G9 e K0). La sua massa è tre volte quella del Sole, ha un'età di 350 milioni di anni e un raggio 30 volte quello del Sole. La sua luminosità è 226 volte quella del Sole, con una temperatura effettiva di 5 844 K, che le conferisce un colore giallo-arancio. La componente A (HD 1 A) ha un'elevata metallicità, con un'abbondanza di ferro del 74% superiore a quella del Sole. Entrambe le componenti ruotano su se stesse con una velocità di rotazione proiettata di 5,6 km/s .